# Inui Yama
Inui Yama är en kulle i Antarktis. Den ligger i Östantarktis. Norge gör anspråk på området. Toppen på Inui Yama är 1 308 meter över havet.
Terrängen runt Inui Yama är platt åt nordväst, men åt sydost är den kuperad. Trakten är obefolkad. Det finns inga samhällen i närheten.